# Bambi (EP)
Bambi è il quarto EP (il terzo in lingua coreana) del cantante sudcoreano Baekhyun, pubblicato nel 2021.

## Tracce
1. Love Scene – 3:37
2. Bambi – 3:33
3. All I Got – 4:00
4. Amusement Park (놀이공원; Nol-igong-won) – 4:17
5. Privacy – 3:07
6. Cry for Love – 3:31

## Classifiche

### Classifiche settimanali
| Classifica (2021) | Posizione massima |
| ----------------- | ----------------- |
| Corea del Sud     | 1                 |

### Classifiche di fine anno
| Classifica (2021) | Posizione |
| ----------------- | --------- |
| Corea del Sud     | 12        |